# Alicia Güemes Fraga
Alicia Güemes Fraga   (Barcelona, 16 de desembre de 1987) més coneguda com a Laurielle, és una dibuixant i il·lustradora de còmic espanyola.
La seva formació artística prové en gran manera del curs de còmic de l'Escola Joso, al que va assistir durant quatre anys.
Ha col·laborat amb el fanzin Krokis, la revista La Esfera Cultural, i en les antologies Weezine i Cómics 2.0. Autora del webcòmic El Vosque juntament amb Sergio Sánchez Moran, i del webcòmic Nada del Otro Mundo. També ha guionitzat i dibuixat el còmic Por Siempre Jamás (premi Héroes Manga 2017), Descanso corto (nominat als premis Ignotus), Diario de estar por casa, Una aventura entre todos (aventura interactiva).